# Replay (album van Iyaz)
Replay is het eerste studioalbum van de zanger Iyaz. De eerste single "Replay" behaalde de 2de plek in de Nederlandse Top 40, en stond er 17 weken in. En in de Single Top 100 behaalde hij de 8ste plek. In de Vlaamse Ultratop 50 behaalde hij de 3de plek en stond daar 20 weken in. De tweede single "Solo" behaalde de 20ste plek en stond 8 weken in de Nederlandse Top 40. In de Single Top 100 behaalde hij de 35ste plek. En in de Vlaamse Ultratop 50 kwam hij op nummer 44 en bleef er 2 weken in staan. De derde single "So Big" is niet uitgekomen in Nederland, maar wel in België. In de Vlaamse Ultratop 50 behaalde "So Big" nummer 18 in de tipparade.

## Tracklist
| Nr. | Titel          | Schrijver(s)                                                                 | Producer(s)              | Duur |
| --- | -------------- | ---------------------------------------------------------------------------- | ------------------------ | ---- |
| 1.  | Replay         | Keidran Jones, Theron Thomas, Timothy Thomas, J. R. Rotem, Jason Desrouleaux | J. R. Rotem              | 3:04 |
| 2.  | Solo           | Keidran Jones, Rotem, August Rigo                                            | J. R. Rotem              | 3:14 |
| 3.  | So Big         | Keidran Jones                                                                | J. R. Rotem              | 3:22 |
| 4.  | OK             | Keidran Jones                                                                | J. R. Rotem              | 3:45 |
| 5.  | Breathe        | Keidran Jones, Rotem                                                         | J. R. Rotem              | 3:40 |
| 6.  | Heartbeat      | Keidran Jones, Dean Martin                                                   | J. R. Rotem, Dean Martin | 3:23 |
| 7.  | There You Are  | Keidran Jones                                                                | J. R. Rotem              | 3:37 |
| 8.  | Stacy          | Keidran Jones, Thomas, Thomas                                                | J. R. Rotem              | 4:04 |
| 9.  | Look at Me Now | Keidran Jones, Rotem                                                         | J. R. Rotem              | 3:05 |
| 10. | Friend         | Keidran Jones, Dean Martin                                                   | J. R. Rotem              | 3:41 |
| 11. | Goodbye        | Keidran Jones, Mynority Jose Aguirre Lopez                                   | J. R. Rotem, Mynority    | 3:22 |

## Singles
- Replay
- Solo
- So Big

### Hitnoteringen
| Single met eventuele hitnotering(en) in de Nederlandse Top 40 | Datum van verschijnen | Datum van binnenkomst | Hoogste positie | Aantal weken | Opmerkingen                            |
| ------------------------------------------------------------- | --------------------- | --------------------- | --------------- | ------------ | -------------------------------------- |
| Replay                                                        | 2009                  | 16-01-2010            | 2               | 17           | #8 in de Single Top 100 / Alarmschijf  |
| Solo                                                          | 2010                  | 15-05-2010            | 20              | 8            | #35 in de Single Top 100 / Alarmschijf |

| Single met hitnotering(en) in de Vlaamse Ultratop 50 | Datum van verschijnen | Datum van binnenkomst | Hoogste positie | Aantal weken | Opmerkingen |
| ---------------------------------------------------- | --------------------- | --------------------- | --------------- | ------------ | ----------- |
| Replay                                               | 2009                  | 30-01-2010            | 3               | 20           |             |
| Solo                                                 | 2010                  | 19-06-2010            | 44              | 2            |             |
| So big                                               | 2010                  | 28-08-2010            | tip18           | -            |             |